# (258) Тихея
(258) Тихея (др.-греч. Τύχη) — относительно большой астероид главного пояса, с довольно высоким альбедо, что свидетельствует о его принадлежности к светлому спектральному классу S. Судя по параметрам его орбиты он может принадлежать к семейству Эвномии. Однако он находится на самой границе этого семейства, поэтому есть высокая вероятность, что он на самом деле является просто нарушителем, не входящим в состав семейства.
Существует неопределённость в отношении периода вращения — разные авторы дают значения от 9,983 до 10,041 часов.
- Орбита астероида Тихея и его положение в Солнечной системе

Он был обнаружен 4 мая 1886 года немецким астрономом Робертом Лютером в обсерватории города Дюссельдорф, Германия и назван в честь Тихеи (Тюхе), богини случая и удачи в древнегреческой мифологии. В римской мифологии её эквивалентом является Фортуна, имя которой досталось астероиду (19) Фортуна.
Интересно, что имя Тюхе также дали гипотетической планете — газовому гиганту, который, якобы, является девятой планетой Солнечной системы.